# Heavisides expansionsregel
Heavisides expansionsregel är inom matematiken en metod för att bestämma koefficienter vid partialbråksuppdelning, uppkallad efter Oliver Heaviside.

## Metoden
Heavisides expansionsregel kan användas då faktorerna i nämnaren har formen {\displaystyle (x-a)^{n}\,}, och då täljarens gradtal är strikt mindre än nämnarens. Om så inte är fallet kan polynomdivision utföras.
Den vanliga ansatsen för ett sådant bråk är
{\displaystyle {\frac {P(x)}{(x-a)^{n}}}={\frac {A_{0}}{(x-a)^{n}}}+{\frac {A_{1}}{(x-a)^{n-1}}}+\cdots +{\frac {A_{n-1}}{x-a}}\,.}
För att bestämma den första koefficienten sätts {\displaystyle x=a\,} in i täljaren. För att bestämma den andra koefficienten sätts {\displaystyle x=a\,} in i {\displaystyle P'(x)\,}, det vill säga täljarens derivata.
Generellt gäller, för den k:te koefficienten:
{\displaystyle A_{k}={\frac {1}{k!}}\,{\frac {d^{k}}{dx^{k}}}{\bigl (}(x-a)^{n}P(x){\bigr )}{\bigg |}_{x=a}={\frac {P^{(k)}(a)}{k!}}\,.}

## Ett exempel
Betrakta ett bråk där nämnarens gradtal är fyra. För ett sådant bråk gäller ansatsen
{\displaystyle {\frac {P(x)}{(x-a)^{4}}}={\frac {A_{0}}{(x-a)^{4}}}+{\frac {A_{1}}{(x-a)^{3}}}+{\frac {A_{2}}{(x-a)^{2}}}+{\frac {A_{3}}{x-a}}.}
Börja med att multiplicera båda led med {\displaystyle (x-a)^{4}}
| {\displaystyle P(x)=A_{0}+A_{1}\left(x-a\right)+A_{2}\left(x-a\right)^{2}+A_{3}\left(x-a\right)^{3}.} | (1) |
Koefficienterna {\displaystyle A_{0}}, {\displaystyle A_{1}}, {\displaystyle A_{2}} och {\displaystyle A_{3}} bestäms sedan genom att successivt derivera båda led i denna identitet och sätta in {\displaystyle x=a}. 
1. Sätts {\displaystyle x=a} in i båda led i (1) fås direkt att
{\displaystyle P(a)=A_{0}\,}.
2. För att få fram {\displaystyle A_{1}} deriveras först båda leden i (1) med avseende på {\displaystyle x}
{\displaystyle P'(x)=A_{1}+2A_{2}(x-a)+3A_{3}(x-a)^{2}\,}
och när {\displaystyle x=a} ger detta att
{\displaystyle P'(a)=A_{1}\,.\,}
3. Koefficienten {\displaystyle A_{2}} bestäms genom att derivera båda led i (1) ytterligare en gång
{\displaystyle P''(x)=2A_{2}+6A_{3}(x-a)\,}
och sedan sätta in {\displaystyle x=a}
{\displaystyle P''(a)=2A_{2}\quad \Leftrightarrow \quad A_{2}={\frac {P''(a)}{2}}\,.}
4. Till slut, för att få {\displaystyle A_{3}} deriveras ekvation (1) en sista gång
{\displaystyle P'''(x)=6A_{3}\,}
och låt därefter {\displaystyle x=a}
{\displaystyle P'''(a)=6A_{3}\quad \Leftrightarrow \quad A_{3}={\frac {P'''(a)}{6}}\,.}